# Cottage
Cottage är en ort i Mauritius.   Den ligger i distriktet Rivière du Rempart, i den nordvästra delen av landet, 18 km nordost om huvudstaden Port Louis. Cottage ligger 58 meter över havet och antalet invånare är 3 646. Den ligger på ön Mauritius.
Terrängen runt Cottage är lite kuperad, och sluttar norrut. Runt Cottage är det tätbefolkat, med 411 invånare per kvadratkilometer. Närmaste större samhälle är Port Louis, 17,7 km sydväst om Cottage. Trakten runt Cottage består till största delen av jordbruksmark.